# جو جو باريت
جو جو باريت (بالإنجليزية: Jo Jo Barrett)‏ هو لاعب كرة القدم الغالية أيرلندي، ولد في 1943 في ترالي ‏ في جمهورية أيرلندا.